# Macho alfa e macho beta
Macho alfa e macho beta são termos para homens derivados das designações de animais alfa e beta na etologia. Também podem ser utilizados com outros gêneros, como as mulheres, ou ainda empregarem outras letras do alfabeto grego (como Ômega). A popularização desses termos para descrever os humanos tem sido amplamente criticada por cientistas.
Ambos os termos têm sido frequentemente utilizados em meme da internet. O termo beta é empregado como autoidentificador pejorativo entre alguns membros da manosfera, particularmente incel, que não acreditam ser assertivos e/ou tradicionalmente másculos, sentindo-se ignorados pelas mulheres. Também é utilizado para descrever negativamente outros homens considerados pouco assertivos, especialmente em relação às mulheres.
Na cultura da internet, o termo macho sigma também é frequentemente utilizado, tendo ganhado popularidade no final dos anos 2010, mas, desde então, passou a ser empregado de forma jocosa, muitas vezes associado a incel.

## História
Os termos eram usados quase exclusivamente na etologia animal antes da década de 1990, particularmente no que diz respeito aos privilégios de acasalamento com as fêmeas, à capacidade de manter território e à hierarquia no consumo de alimento dentro do grupo ou rebanho. Na etologia animal, beta refere-se a um animal subordinado aos membros de maior escalão na hierarquia social, tendo, portanto, que esperar para se alimentar e tendo oportunidades de copulação reduzidas ou insignificantes.
No livro de 1982 Chimpanzee Politics: Power and Sex Among Apes, o primatologista e etólogo Frans de Waal sugeriu que suas observações de uma colônia de chimpanzé poderiam possivelmente ser aplicadas às interações humanas. Alguns comentários sobre o livro, inclusive no Chicago Tribune, discutiram seus paralelos com as hierarquias de poder humanas. No início dos anos 1990, alguns veículos de comunicação começaram a usar o termo alfa para se referir aos humanos, especificamente aos homens mais másculos que se destacavam nos negócios. O jornalista Jesse Singal, escrevendo na revista New York, atribui a popularização dos termos a um artigo da revista Time de 1999, que relatava uma opinião sustentada por Naomi Wolf, que na época era assessora do então candidato presidencial Al Gore: "Wolf argumentou internamente que Gore é um 'macho beta' que precisa enfrentar o 'macho alfa' no Salão Oval antes que o público o reconheça como o principal." Singal também atribui a Neil Strauss o mérito de, com seu livro best-seller de 2005 sobre artista da conquista, intitulado The Game, ter popularizado o macho alfa como um ideal aspiracional.

## Uso
A visão de que existe uma hierarquia de dominância entre os humanos composta por "machos alfa" e "machos beta" é, por vezes, noticiada na mídia convencional. O termo macho alfa é frequentemente aplicado a qualquer homem dominante, especialmente a valentões, apesar de o comportamento dominante raramente ser considerado uma característica positiva para um encontro ideal ou para um parceiro romântico. Afirmações de que as mulheres seriam "programadas" para desejar machos alfa são vistas por especialistas como misóginas e estereotipadas, não sendo respaldadas por pesquisas. Psicólogos evolucionistas que estudam o comportamento de acasalamento humano acreditam, por sua vez, que os humanos utilizam duas estratégias distintas – dominância e prestígio –  para ascender em hierarquias sociais, sendo o prestígio determinante de forma muito mais significativa na atratividade dos homens para as mulheres do que a dominância. O cientista cognitivo Scott Barry Kaufman resume:

Tomados em conjunto, as pesquisas sugerem que o homem ideal (para um encontro ou parceiro romântico) é aquele que é assertivo, confiante, descontraído e sensível, sem ser agressivo, exigente, dominante, quieto, tímido ou submisso. Em outras palavras, um homem prestigiado, e não um homem dominante. De fato, parece que o homem prestigiado que apresenta altos níveis de assertividade e gentileza é considerado o mais atraente para as mulheres, tanto para relações de curto prazo quanto para relacionamentos duradouros.

Equívocos sobre "machos alfa" são comuns na Manosfera, um conjunto de sites, blogs e fóruns online que promovem a masculinidade, forte Opção ao feminismo e misoginia, incluindo movimentos como o Movimento dos direitos dos homens, incels (celibato involuntário), Homens Seguindo Seu Próprio Caminho (MGTOW), Artista da conquistas (PUA) e grupos de Direitos dos pais.
O termo beta também é frequentemente utilizado entre as comunidades da manosfera para designar homens que consideram facilmente explorados ou ignorados pelas mulheres. Seu uso é inconsistente; a pesquisadora de Estudos de mídia Debbie Ging descreveu as teorias das comunidades acerca das masculinidades "alfa, beta, ômega e zeta" como "confusas e contraditórias". Beta às vezes é adotado como autoidentificador entre homens que não incorporam a Masculinidade hegemônica. Também é utilizado por membros da manosfera como termo pejorativo para homens que são ou são percebidos como feministas, ou que atuam como "cavaleiro branco". Alguns grupos da manosfera referem-se aos membros de outros segmentos como betas; por exemplo, integrantes da comunidade MGTOW às vezes usam o termo para designar ativistas dos direitos dos homens ou incel. Membros das comunidades de Artista da conquista (PUA) empregam-no para se referir a homens que não conseguem seduzir mulheres. Termos similares utilizados nas comunidades da manosfera incluem Cara legal, cuck, simp e soy boy.

## Termos relacionados

### Macho sigma
Macho sigma é um termo da gíria da internet usado para descrever homens solitários e masculinos. O termo ganhou destaque na Cultura da internet durante o final dos anos 2010 e início dos anos 2020, e inspirou inúmeros memes, grafites e vídeos. É empregado para denotar um homem equivalente a um macho alfa, mas que existe fora da hierarquia macho alfa–macho beta, como um "lobo solitário". Na Manosfera, é considerado o tipo de homem "mais raro". Em 2023, #sigma acumulou mais de 46 bilhões de visualizações na plataforma de mídia social TikTok.
O termo apareceu pela primeira vez em um post de blog do escritor americano Vox Day. Posteriormente, o cirurgião plástico californiano John T. Alexander publicou o livro O Macho Sigma: O que as Mulheres Realmente Querem. Em 2018, o termo apareceu no YouTube e, em 2021, tornou-se viral após um tweet de Lily Simpson.
O termo macho sigma também adquiriu um significado irônico e satírico, frequentemente zombando do conceito de Manosfera e das ideias da Cultura do hustle por meio de ações bizarras e sem sentido, que passam a fazer parte da mentalidade ou "grindset" do macho sigma. Nas redes sociais, o termo é frequentemente empregado para descrever personagens fictícios idealizados e masculinos de filmes e programas de TV. Notavelmente, a interpretação do ator Christian Bale do personagem Patrick Bateman no filme de 2000 American Psycho é frequentemente citada como uma representação ideal de um "macho sigma", tanto por meio de memes quanto em discussões não irônicas.
Beth Skwarecki, editora de saúde do WeBlog Lifehacker, descreve o macho sigma como um "conceito absurdo do mundo incel". Devido à atribuição do termo a personagens fictícios de filmes, ele tem sido apontado como promotor de padrões irreais de personalidade e de Padrões de beleza.[carece de fontes?]

### Alpha fux beta bux
Na Manosfera, o termo alpha fux beta bux pressupõe uma estratégia sexual baseada na Hipergamia ou na ideia de "casar com alguém superior" entre as mulheres, segundo a qual estas preferem e mantêm relações sexuais com machos "alfa", mas se contentam com machos "beta" menos atraentes por razões financeiras. Às vezes, expressa a crença de que as mulheres se casam com machos beta para explorá-los financeiramente, enquanto continuam a ter Sexo extraconjugal com machos alfa. Ging explica essas crenças como um esforço dos jovens homens no mundo ocidental para lidar com suas perspectivas econômicas limitadas após a Crise financeira de 2007–2008 ao recorrer a noções Essencialismo de gênero de mulheres Mulheres caçadoras de dotes populares na cultura pós-feminista.

### Beta orbiter
Um beta orbiter é um macho beta que investe tempo e esforço em socializar com mulheres na esperança de, eventualmente, iniciar um relacionamento romântico ou ter relações sexuais com elas. O termo ganhou alguma repercussão na mídia em 2019 com o Assassinato de Bianca Devins. Um homem matou a jovem Devins, de 17 anos, e postou fotografias de seu corpo online, sendo que uma delas trazia a legenda: "sorry fuckers, you're going to have to find somebody else to orbit."

### Beta uprising
O termo beta uprising ou incel rebellion tem sido amplamente utilizado entre os incels para se referir à vingança por parte de membros de sua comunidade que foram ignorados pelas mulheres. Também é empregado, por vezes, para descrever um movimento de derrubar o que eles consideram uma sociedade opressora e feminista. Um ataque com veículo em Toronto, Canadá, em 2018 teria sido perpetrado por um homem que, pouco antes, postara em sua página do Facebook: "the Incel Rebellion has already begun". Veículos de mídia têm empregado os termos beta uprising e incel rebellion para se referir a atos de violência cometidos por membros das comunidades da manosfera, especialmente os incels.